# Venon (Isère)

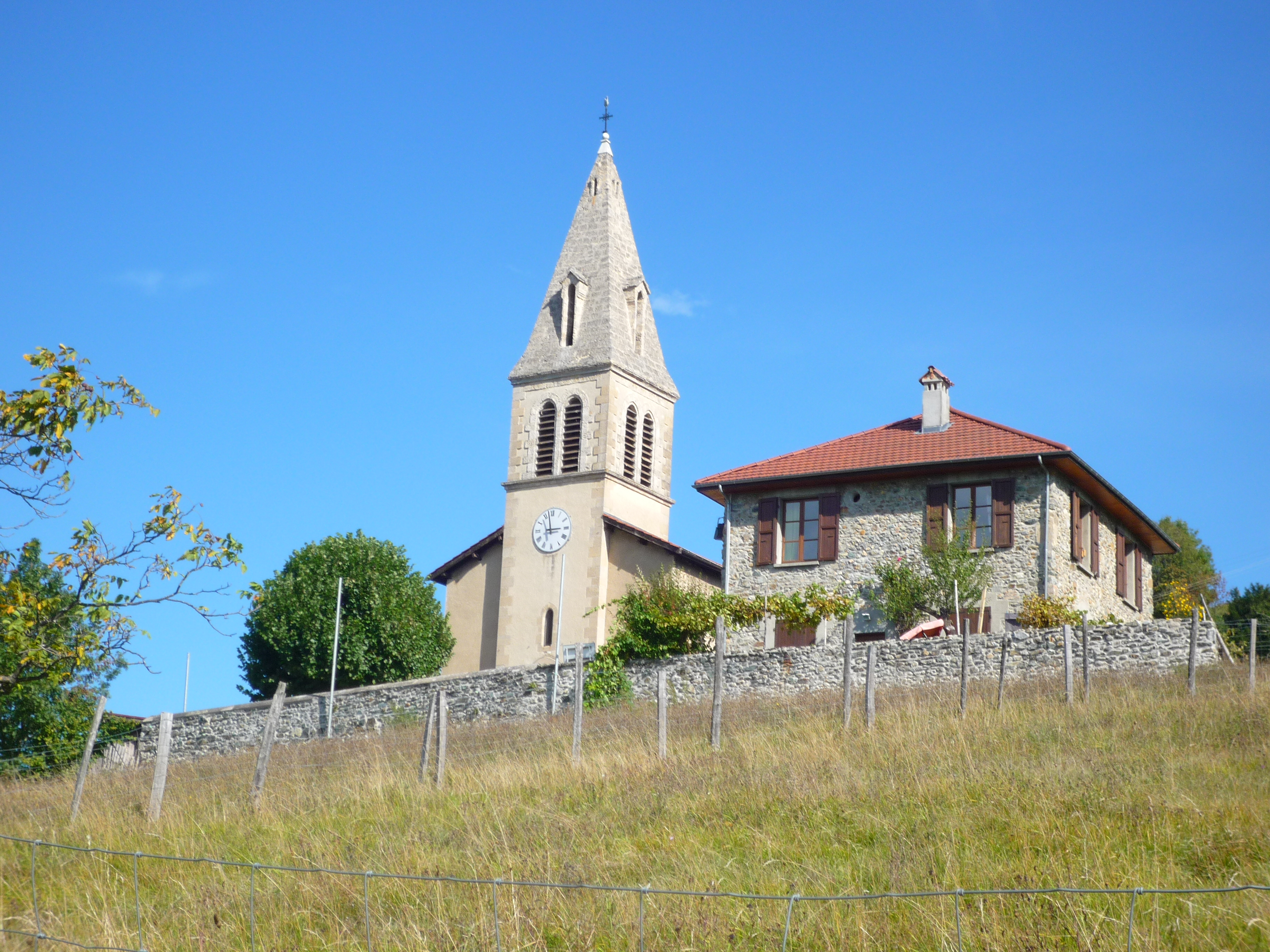
Kościół w Venon, 2010

Venon – miejscowość i gmina we Francji, w regionie Owernia-Rodan-Alpy, w departamencie Isère.
Według danych na rok 1990 gminę zamieszkiwało 551 osób, a gęstość zaludnienia wynosiła 127 osób/km² (wśród 2880 gmin regionu Rodan-Alpy Venon plasuje się na 1099. miejscu pod względem liczby ludności, natomiast pod względem powierzchni na miejscu 1566.).